# تصديق الدراسات والشهادات الأجنبية

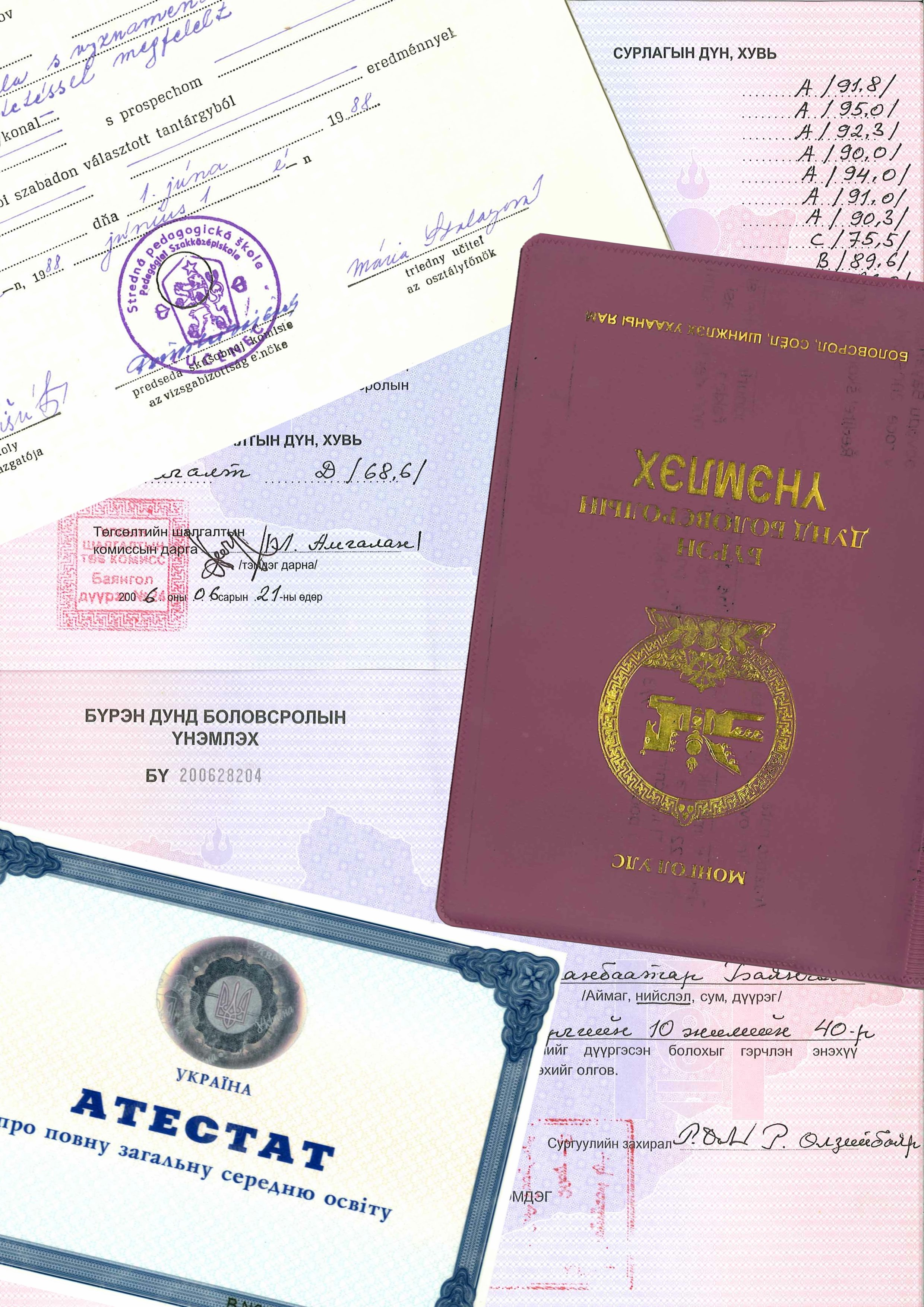

يمكن أن يكون التصديق كلياً أو جزئياً للشهادات والدراسات الجامعية وغير الجامعية.

## الاتحاد الأوروبي

### الاعتراف المتبادل بالمؤهلات المهنية
الإجراءات:
1. تقرّ السلطة المختصة في الدولة المضيفة باستلام الطلب خلال شهر واحد من استلامه، وتُعْلِم المتقدم في حال وجود أي مستندات ناقصة.
2. يجب إتمام إجراءات معاينة الطلب لترخيص ممارسة مهنة منظمة بأسرع ما يمكن و إصدار قرار من قبل السلطة المختصة في البلد المضيف، بأية حال، خلال ثلاثة أشهر من تقديم المتقدم مستنداته الكاملة. علماً أن هذه المدة يمكن تمديدها بمقدار شهر إضافي في حالات محددة.
3. يكون القرار، أو الفشل في اتخاذ قرار خلال المدة المحددة، قابلاً للاستئناف وفقاً للقانون الوطني.

#### إسبانيا
تشرف الوزارة الإسبانية للتعليم و العلم على هذه الإجراءات.
الالشهادات الأكاديمية، الدبلومات و الشهادات المتخصصة بالعلوم الطبية و الدوائية، و التي تم نيلها في بلد أجنبي و تؤهل حاملها على مزاولة مهنة معينة في تلك البلاد، يمكن تعديلها إلى مقابلاتها في النظام الإسباني.
إن وزارة التعليم و العلم مسؤولة فقط عن التصديق الكلي للشهادة الأجنبية وفق مقابلتها في النظام الإسباني. فإن أي تطبيقات أخرى للتصديق الجزئي للدراسات لمتابعة التحصيل العلمي الجامعي في إسبانيا يجب تقديمه إلى الجامعة الإسبانية المعنية مباشرة.

## النرويج
تتفرد السلطة النرويجية الحكومية لتصديق الشهادات الأجنبية للمواطنين النرويجيين و الأجانب، و المسماة اختصاراً NOKUT، بالسلطة في هذه المسائل في النرويج.

## روابط خارجية
- استمارة الطلب (doc) للتصديق الكلي للشهادات الجامعية الأجنبية في إسبانيا.
- الأوروبية: المؤهلات المهنية. (باللغة الإنكليزية)